# ウリ・アブネリ

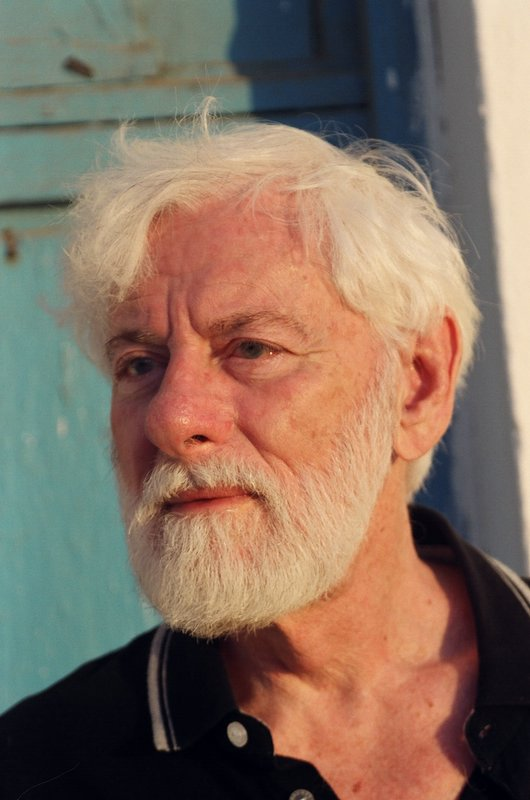
ウリ・アブネリ

ウリ・アブネリ（1923年9月10日 - 2018年8月20日、ヘブライ語:אורי אבנרי）は、イスラエルの政治家、作家。平和運動「グーシュ・シャロームGush Shalom」創設者。

## 来歴
ドイツのベックムで生まれる。出生時の名はヘルムート・オスターマン（Helmut Ostermann）。
1933年にナチスの迫害から逃れるために、家族揃ってイギリス委任統治領パレスチナへ移住する。
1938年、アブネリはエツェルに入隊する。しかし、1942年にエツェルの持つ政治的方向性を嫌ってエツェルを去る。（この後にエツェルはアラブ人追放計画やデイル・ヤシーン事件などを行った）
イスラエルの新聞「ハアレツ」で短い間働いた後、1950年に当時売れ行きが乏しかった雑誌「ハオラム・ハゼー」（「この世界」と言う意味）を買収し、編集者となる。アブネリはこの雑誌を反体制タブロイド紙に仕上げ、以降この雑誌はイスラエル国内の反体制メディアとして、1993年に廃刊するまで多くの人に読まれていた。
1965年に急進左翼政党「メリ(Meri)」を創設、同年行われたクネセト選挙に立候補し、当選する。以降、1981年までクネセト議員を務め（この間一度落選している）、イスラエルとパレスチナの平和共存運動の先頭に立った。
クネセト議員でなくなった以降も平和運動を続け、また、1982年にはパレスチナ解放機構執行委員会議長であるヤーセル・アラファートとの対面を果たしている。
1993年に平和運動「グーシュ・シャローム」を創設。晩年まで活動を続けた。
2010年5月31日に発生した、トルコからガザ地区へ人道支援のために向かっていた客船がイスラエル軍に拿捕され、乗組員に多数の死傷者が出た事件（ガザ支援船団襲撃事件）についての抗議集会に姿を見せた（過去にアブネリの殺害を呼びかけた右翼活動家であるバールーフ・マーゼルも、イスラエル支持のデモに参加、このニュース映像に姿を見せている）。
2018年8月20日にテルアビブにて94歳で死去。

## 人物

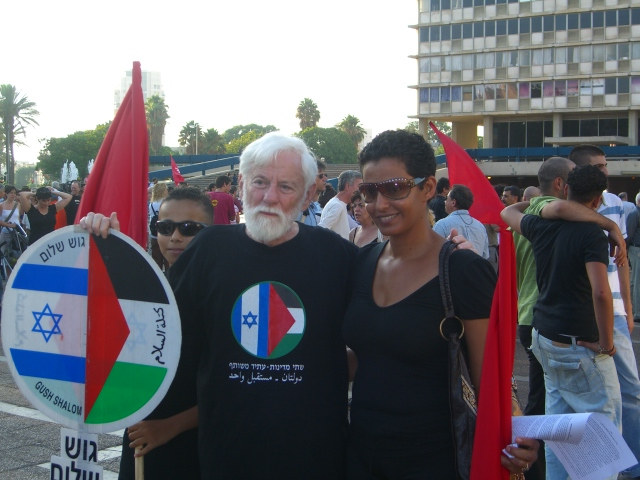
2006年のレバノン侵攻の抗議運動に参加したアブネリ

ユダヤ系イスラエル人左派の代表格であり、パレスチナとの平和共存運動を行っていることへの賛辞と評価の一方で敵も多く、特に反アラブの極右過激思想である「カハネ主義」の信奉者からは目の敵にされている。事実、カハネ主義政党「ユダヤ国民戦線」党首バールーフ・マーゼルは、2006年のクネセト総選挙期間中、イスラエル国防軍兵士にアブネリとその支持者を殺害するよう公然と呼びかけた。

## 語録
- 「あなたは私とテロについて話すことはできない。私はテロリスト（エツェルを指す）だったからです」
- 「私は100％無神論者です。そして私はイスラエルとパレスチナの闘いがますます多くの宗教的性格を持っていると心配しています」
- 「私は自身をポスト・シオニストと定義します。私はシオニズムの重要性を認めるが、もう終わった歴史の章だと思います。そして我々は前進する必要があります」